# Scouts-in-Exile
Jako Scouts-in-Exile, nebo také Scouts-in-Exteris, jsou označovány skautské organizace mimo vlastní zemi vzniklé jako důsledek války nebo změny státního zřízení. Tento koncept nelze zaměňovat za zámořskými větvemi skautských organizací pro skauty jejichž rodiče jsou v cizině kvůli vojenské službě nebo podnikání, jako je Transatlantic Council zámořská větev Boy Scouts of America.
Čas od času během jeho existence, byl skauting potlačován vlivem různých státních zřízení, obvykle když se k moci dostávají autoritářské režimy, jako ty v současné době na Kubě, Laosu, Myanmaru a v Čínské lidové republice.

## Historie
V australské Victorii existuje organizace Ethnic Scout and Guide Association of Victoria (ESGAV), která se skládá ze sedmi Evropských národů a každý rok pořádá tábor pro věkovou skupinu Venture Scout a Rover Scout. V mnoha zemích, jako jsou Spojené státy, exilové jednotky fungují jako oddíly v organizací v jejich hostující zemi. Jako například Estonský exiloví oddíl v New Yorku a Arménský exiloví oddíl v Kalifornii, jednotky v místních střediscích Boy Scouts of America.
V Německu existuje skautské hnutí skautů z Afghánistánu jmenující se De Afghanistan Zarandoi Tolana-Afghanische Pfadfinder Organisation (Afghánská skautská asociace), které je přidružené k Verband Deutscher Altpfadfindergilden e.V. (Asociace německých skautských vůdců) a je členem organizace International Scout and Guide Fellowship. Předsedou tohoto skautského hnutí je Said Habib, bývalý viceprezident Afghanistan Scout Association.